# Baron Davis
Baron Walter Louis Davis, född 13 april 1979 i Los Angeles, Kalifornien, är en basketspelare, som senast spelade för New York Knicks i NBA som point guard.
Baron Davis började sin karriär i Charlotte Hornets, där han spelade med en massa NBA-veteraner. Sedan blev han tradad till Golden State Warriors, där han fått jobba med en massa rookies och nya spelare. Golden State hade haft en enorm playoff-torka tills 2007 då Baron tog laget till playoffs där de sedan vann över nummer ett-seedade Dallas Mavericks.
Baron Davis är free-agent och spelade senast år 2012 för New York Knicks.